# Curt Johansson (missionär)
Curt Johansson, folkbokförd Kurt Tore Yngve Johansson född 18 januari 1943 i Småland, är en svensk missionär och församlingsledare.

## Biografi
Curt Johansson växte upp i Småland och blev omvänd till kristen tro på 1960-talet inom den fria pingstväckelsen Maranata på rörelsens möten i Jönköping. Efter det började han att arbeta som evangelist tillsammans med sin bror Ove Johansson och när de var i Edsbyn fick han kontakt med missionären Bengt Sundh som var verksam i Afrika. Denna kontakt ledde till att han 1968 var med att starta och blev den första missionssekreteraren för Trosgnistans Mission. Tillsammans med sin bror startades även 1970  Smålandskonferensen en väckelsekonferens som sedan hölls årligen på deras föräldragård Doestorp i Bäckaby församling i Småland fram till millennieskiftet då den flyttades till Ralingsåsgården i Aneby där den nu arrangeras varje år. Curt Johansson är gift med Ingegerd Johansson.
Curt Johanssons kallelse som missionär blev starkare och 1970 reste han med sin familj till Komotobo i Kenya där han fick vara med att arbeta i en väckelserörelse. Curt Johansson verkade flera år i Kenya och Trosgnistan har startat många församlingar i landet och ett missionscenter i Migori med församling och bibelskola.
Efter missionsperioden i Afrika flyttade Curt Johansson 1983 till Bollnäs för att koordinera det växande internationella arbetet som har expanderat först till Tanzania, Uganda och Indien och senare även till bland annat Rwanda, Kongo-Kinshasa, Filippinerna, Ecuador, Lettland och Ukraina.
Curt Johansson har även verkat som pastor sedan 1991 i Betelförsamlingen i Runemo, ansluten till EFK en församling där även Trosgnistan har haft sin missionsbas. Han har förkunnat i festivaler och undervisat pastorer och ledare. Sedan 1983 har han varit missionsföreståndare för Trosgnistan som idag räknar in flera tusen församlingar i Trosgnistans internationella nätverk, främst i Afrika och Indien. Församlingarna samarbetar i det internationella nätverket ALIGN och Trosgnistan är ansluten till Svenska Missionsrådet.
I boken Kallad – Visionen blev verklighet av Noomi Lind skildras Curt Johansson missionsarbete.